# جکسون (جورجیا)
جکسون، جورجیا (به انگلیسی: Jackson, Georgia) یک سکونتگاه مسکونی در ایالات متحده آمریکا با جمعیت ۵٬۰۴۵ نفر است که در شهرستان بوتز، جورجیا واقع شده‌است.

## موقعیت جغرافیایی
موقعیت جغرافیایی شهرها و مناطق اطراف به شرح زیر است: